# Kucha

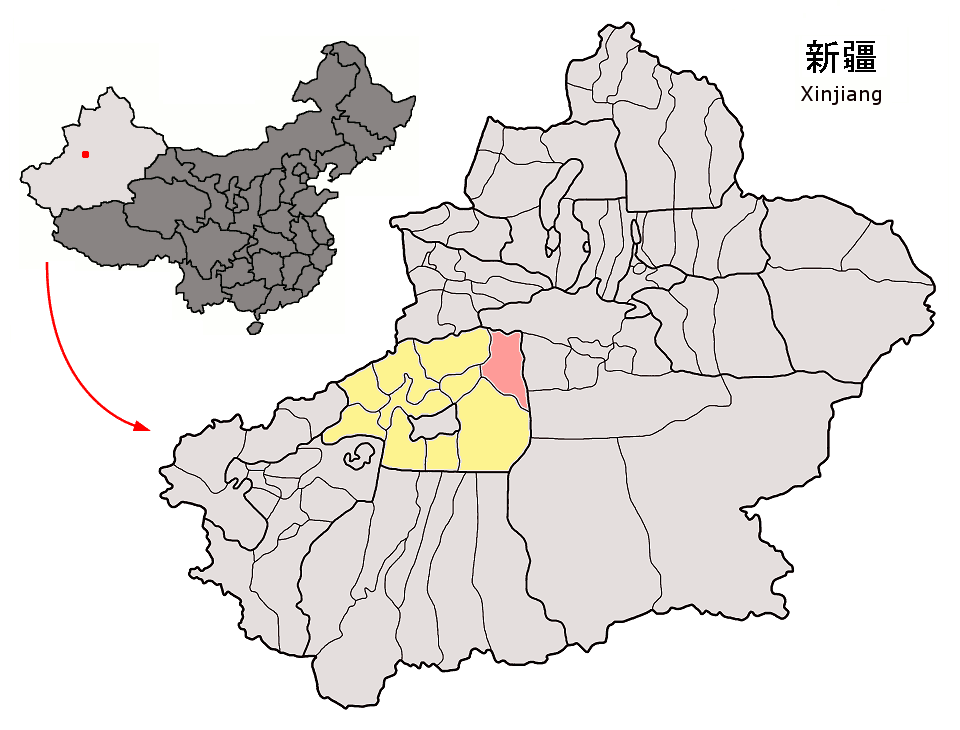
Ubicación de Kucha dentro de Sinkiang con el condado de Kucha en rosa y la prefectura de Aksu en amarillo.

Kucha, o Kuche (también: Kuçar, Kuchar; en uigur: كۇچار, Кучар; en chino 龜茲, 库车, pinyin Qiūcí, Kùchē; en sánscrito: Kucina), fue un antiguo reino budista ubicado en el ramal de la Ruta de la Seda que corría a lo largo del borde norte del desierto de Taklamakán en la cuenca del Tarim y al sur del río Muzat.
El área se encuentra en la actual prefectura de Aksu, Sinkiang, China; La ciudad de Kuqa es la sede del Condado Kuqa de esa prefectura. Su población se calculó como 74.632 en 1990.

## Etimología
La historia de los topónimos para el Kucha moderno sigue siendo algo problemática, aunque está claro que Kucha, Kuchar (en lenguas turcas) y Kuché (chino moderno), corresponden al Kushan de escrituras índicas de la antigüedad tardía.
Mientras que las transcripciones chinas de Han o Tang infieren que Küchï era la forma original del nombre, Guzan (o Küsan), está atestiguado en los Antiguos Anales Tibetanos, que datan del 687 d. C. Las transcripciones en uigur y chino del período del Imperio mongol apoyan las formas Küsän/Güsän y Kuxian/Quxian respectivamente, en lugar de Küshän o Kushan. Otra transliteración china análoga es Ku-sien.
Las transcripciones del nombre Kushan en escrituras índicas de la antigüedad tardía incluyen la ortografía Guṣân, y aparentemente se reflejan en al menos una transcripción jotanés-tibetana.
Las formas de Kūsān y Kūs están atestiguadas en la obra del siglo XVI Tarikh-i-Rashidi. Ambos nombres, así como Kos, Kucha, Kujar, etcétera, se usaron para el Kucha moderno.
Nombres chinos de Kucha -曲先;屈支 屈茨;丘 慈 丘玆 邱慈;俱支 曩;归兹;拘 夷;苦叉 y;姑藏- han sido romanizados como Quxian, Quici, Chiu-tzu, Kiu-che, Kuei-tzu, Guizi, Juyi, Kucha y Guzang. Si bien 龜玆 a veces se ha romanizado como Qiuzi (o Wade-Giles: Ch'iu-tzu), esto generalmente se considera incorrecto; el segundo carácter se representa más apropiadamente como ci (Wade-Giles: tz'u).

## Historia

### Reino
Durante mucho tiempo, Kucha fue el oasis más poblado de la cuenca del Tarim. Como metrópoli de Asia Central, formaba parte de la economía de la Ruta de la Seda y estaba en contacto con el resto de Asia Central, incluidas Sogdiano y Bactriana, y por tanto también con las culturas del sur de Asia, Irán y las zonas costeras de China. Su población principal era indoeuropea, parte de la antigua población de la cuenca del Tarim conocida como tocarianos, y hablaban una lengua indoeuropea conocida como tocaria. Fuentes chinas del siglo II a. C. mencionaron poblaciones indoeuropeas de Wusun con ojos azules y cabello rojo en el área del río Ili, al noroeste de Kucha. Zhang Qian viajó por el área hacia el oeste para visitar Asia Central, durante el siglo II a. C., deteniéndose en Kucha. Se sabe que el romano Maes Titianus visitó la zona en el siglo II d. C. Según el Libro de Han (completado en 111 d. C.), Kucha era el más grande de los «Treinta y seis Reinos de las Regiones Occidentales», con una población de 81,317, incluidas 21,076 personas capaces de portar armas. El Reino de Kucha ocupó una posición estratégica en la Ruta de la Seda del Norte, lo que le trajo prosperidad y lo convirtió en un rico centro de comercio y cultura.

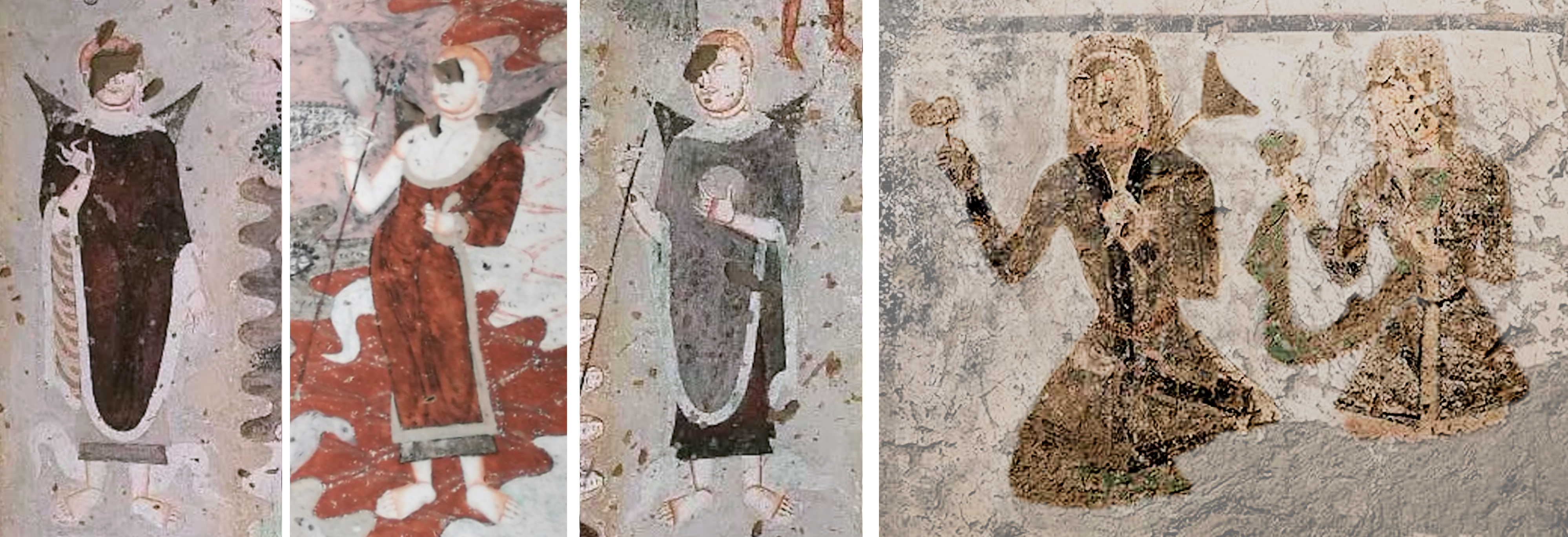
Monjes kucheanos y devotos laicos alrededor del año 300 d.C., en las pinturas de la Cueva del hipocampo (Cueva 118), Cuevas de Kizil.

Durante el Han posterior (25-220 d. C.), Kucha, con toda la cuenca del Tarim, se convirtió en un foco de rivalidad entre los Xiongnu al norte y los chinos al este. En el 74 d. C., las tropas chinas comenzaron a tomar el control de la cuenca del Tarim con la conquista de Turfán. Durante el siglo I d. C., Kucha resistió la invasión china y se alió con Xiongnu y Yuezhi contra el general chino Ban Chao. Incluso el Imperio kushán de Kujula Kadphises envió un ejército a la Cuenca del Tarim para apoyar a Kucha, pero se retiraron después de encuentros menores.
En 124, Kucha se sometió formalmente a la corte china, y en 127 China había conquistado toda la cuenca del Tarim. Kucha se convirtió en parte del protectorado occidental de la dinastía Han china, con el control de China de la Ruta de la Seda facilitando el intercambio de arte y la propagación del budismo desde Asia Central. El Romano Maes Titianus se sabe que visitó la zona en el siglo 2 d. C., al igual que numerosas grandes misioneros budistas como la An Shigao parto, la Lokaksema de Yuezhi y Zhi Qian, o el indio Chu Sho-fu (竺 朔 佛). Alrededor del año 150 d. C. el poder chino en los territorios occidentales retrocedió, y la cuenca del Tarim y sus ciudades-estado recuperaron la independencia.

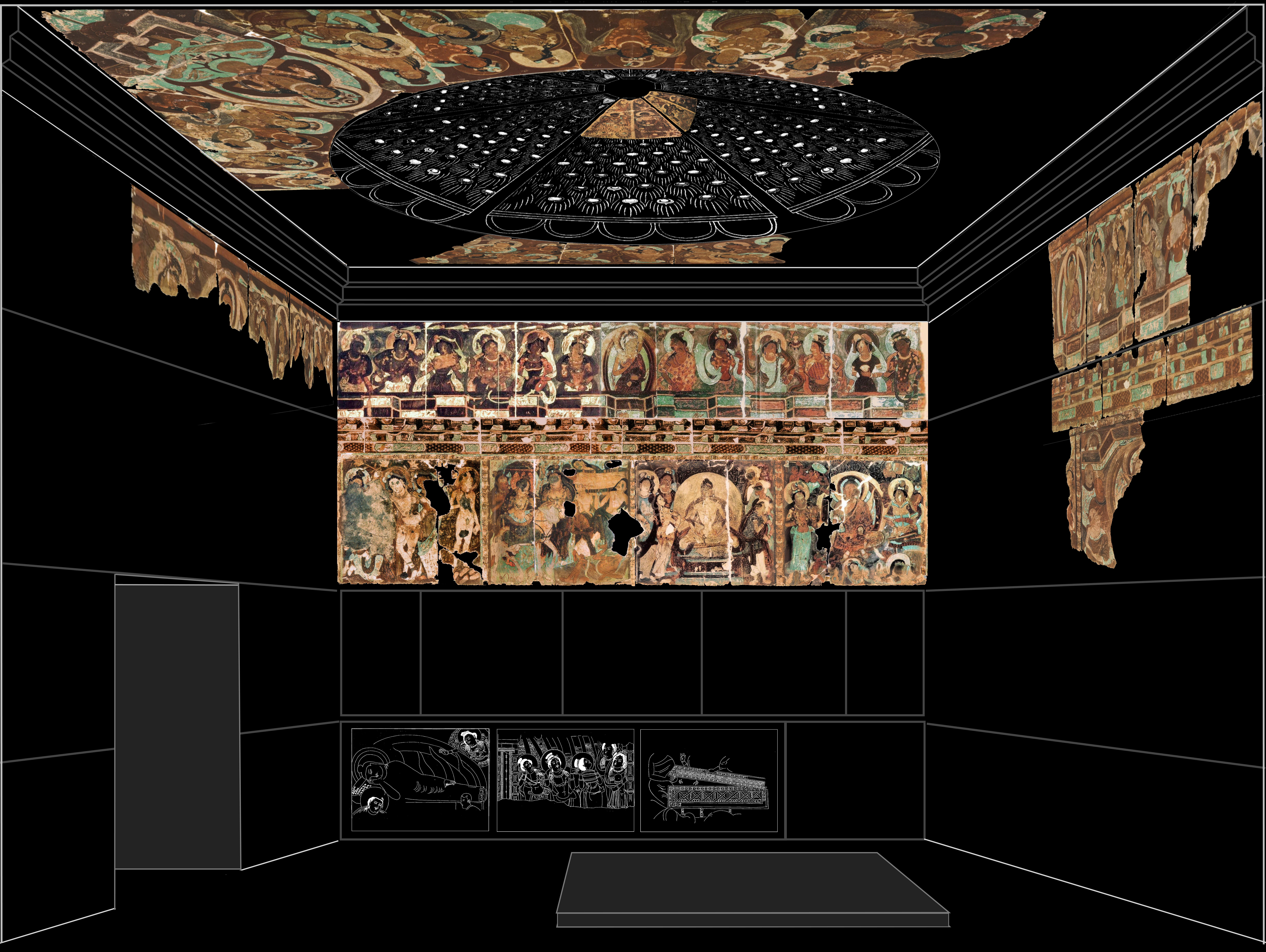
La «Cueva del pavo real», en las cuevas de Kizil cerca de Kucha, construida alrededor del año 400 d.C.

Kucha se volvió muy poderoso y rico en el último cuarto del siglo IV d. C., amenazando con apoderarse de la mayor parte del comercio a lo largo de la Ruta de la Seda, a expensas de la Ruta de la Seda meridional, a lo largo del borde sur de la Cuenca del Tarim. Según el Jinshu, Kucha estaba muy fortificado, tenía un espléndido palacio real y muchas estupas y templos budistas:

Hay ciudades fortificadas por todas partes, sus murallas son triples, en su interior hay miles de estupas y templos budistas [...] El palacio real es magnífico, brillando como una morada celestial.
Jinshu, Libro 97

La cultura floreció, y las escrituras en sánscrito indias estaban siendo traducidas por el monje y traductor Kuchean Kumarajiva, hijo de un hombre de Cachemira y una madre Kucheana. Los reinos del sur de Shan-shan y Jushi (Turfán y Jiaohe) pidieron ayuda china para contrarrestar a Kucha y su vecino Karashar. El general chino Lü Guang fue enviado con una fuerza militar por el emperador Fu Jian (357-385) de la antigua dinastía Qin (351-394). Lu-Guang obtuvo la rendición de Karashar y conquistó Kucha en 383 d. C. Lu-Guang mencionó la poderosa armadura de los soldados del reino, un tipo de cota de malla de Sasán y armadura laminar que también se puede ver en las pinturas de las Cuevas de Kizil:

Eran hábiles con flechas y caballos, y buenos con lanzas cortas y largas. Sus armaduras era como un eslabón de cadena; incluso si uno les disparasen, [la flecha] no podría entrar.

Lu Guang pronto se retiró y el imperio de Fu Jian se derrumbó contra el Jin oriental, y estableció su propio principado en Gansu, trayendo a Kumarajiva junto con él.

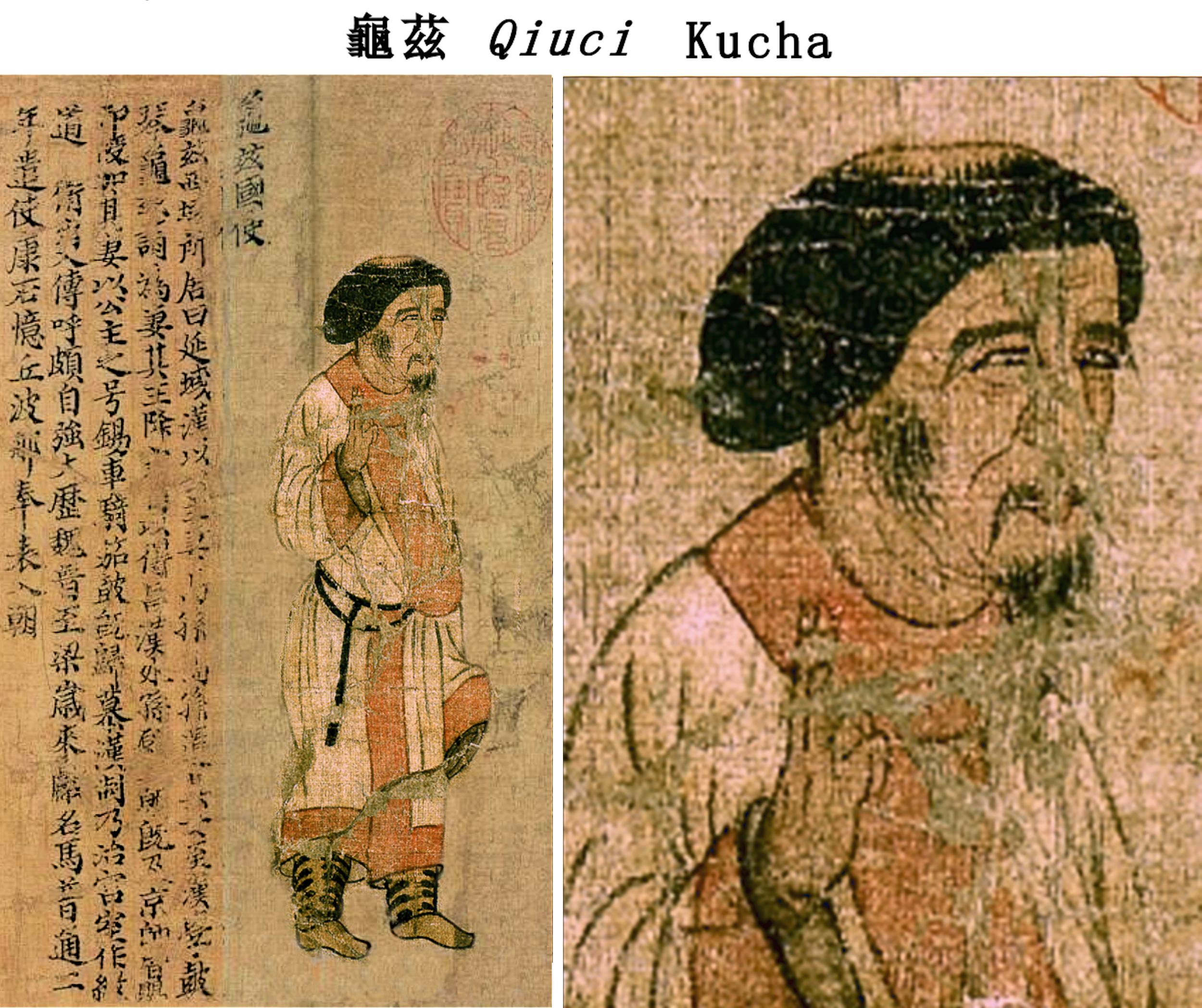
Embajador de Kucha en la corte china del emperador Yuan de Liang en su capital Jingzhou en 516–520 EC, con texto explicativo. Retratos de ofrenda periódica de Liang, copia de Song del.

Se sabe que el embajador de Kucha visitó la corte china del emperador Yuan de Liang en su capital, Jingzhou, entre 516 y 520, aproximadamente al mismo tiempo que las embajadas heftalitas allí. Un embajador de Kucha está ilustrado en Retratos de ofrendas periódicas de Liang, pintado entre 526 y 539, una copia de Song del siglo XI que se conserva.
El peregrino chino Xuanzang visitó Kucha y en la década de 630 describió a Kucha con cierta extensión, y los siguientes son extractos de sus descripciones de Kucha:

El suelo es adecuado para el arroz y el grano [...] Produce uvas, granadas y numerosas especies de ciruelas, peras, melocotones y almendras [...] El suelo es rico en minerales: oro, cobre, hierro, plomo y estaño. El aire es suave y los modales de la gente honestos. El estilo de escritura es indio, con algunas diferencias. Sobresalen otros países en su habilidad para tocar en el laúd y la pipa. Se visten con prendas ornamentales de seda y bordados [...]

Hay alrededor de cien conventos en este país, con cinco mil y más discípulos. Estos pertenecen al Pequeño Vehículo de la escuela de las Sarvastivadas. Su doctrina y sus reglas de disciplina son como las de la India, y aquellos que las leen usan los mismos originales. A unos 40 li al norte de esta ciudad desértica hay dos conventos muy juntos en la ladera de una montaña [...] Fuera de la puerta occidental de la ciudad principal, en el lado derecho e izquierdo de la carretera, hay figuras erectas de Buda, de unos 90 pies de altura.

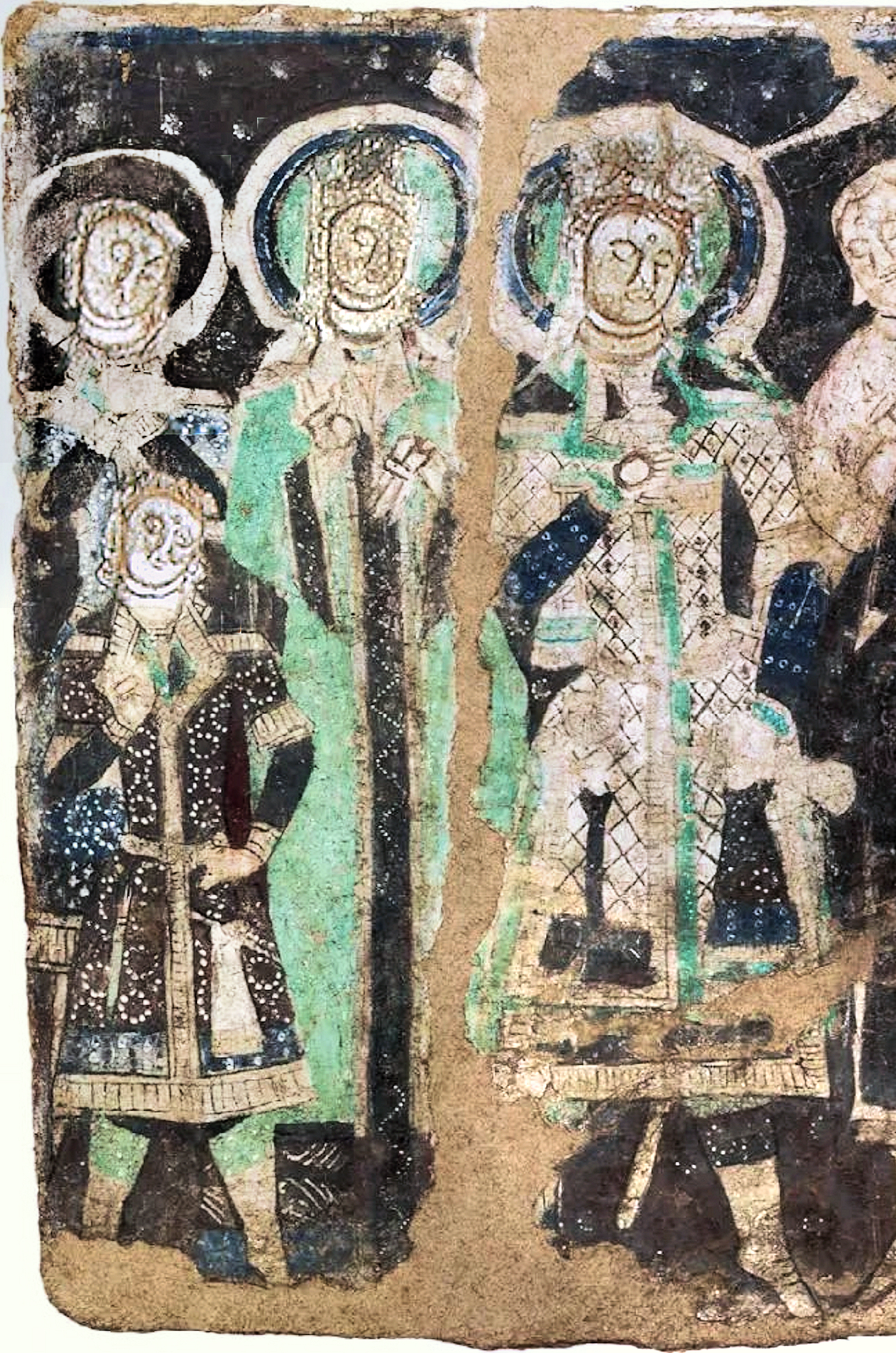
Familia real de la ciudad-estado oasis de Kucha (rey, reina y jóvenes príncipes), Cueva 17, Cuevas de Kizil. c. 500 d.C., Museo del Hermitage.

Un estilo específico de música se desarrolló dentro de la región y la música de Kucha ganó popularidad a medida que se extendía a lo largo de las líneas comerciales de la Ruta de la Seda. En las Cuevas de Kizil se pueden encontrar animadas escenas de música y bailes kucheanos, descritas en los escritos de Xuanzang: «[L]as bellas damas y benefactoras de Kizil y Kumtura con sus corpiños ceñidos y sus voluminosas faldas recuerdan, a pesar del tema búdico, que en todos los lugares de descanso a lo largo de la Ruta de la Seda, en todas las ricas ciudades caravanas del Tarim, Kucha era conocida como una ciudad de placeres, y que hasta China los hombres hablaban de sus músicos, sus bailarinas y sus cortesanas». Su música fue muy popular en la China Tang, particularmente el laúd, que se hizo conocido en chino como la pipa. Por ejemplo, dentro de la colección del Museo Guimet, dos figuras de músicas Tang representan las dos tradiciones predominantes: una toca una pipa de Kucha y la otra toca un jiegu chino (un tambor de estilo indio). La música de Kucha se transmitió de China a Japón, junto con otra música medieval temprana, durante el mismo período, y se conserva allí, algo transformada, como gagaku o música de la corte japonesa.

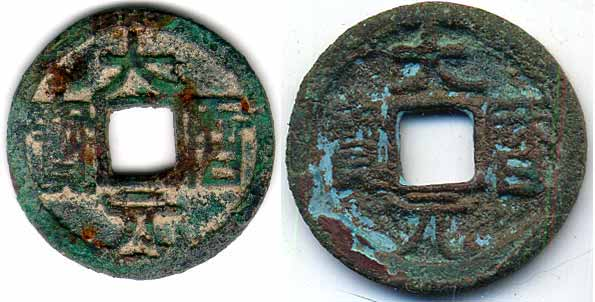
Monedas de Dali acuñadas en Kucha.

### Conquista por Tang
Tras su conquista por la dinastía Tang en el siglo VII, durante la campaña del emperador Taizong contra las regiones occidentales, la ciudad de Kucha fue tomada por los chinos Han como una de las cuatro guarniciones de Anxi: el «Oeste pacificado», o incluso su capital. Durante los períodos de dominación tibetana solía ser al menos semiindependiente. Cayó bajo la dominación uigur y se convirtió en un centro importante del posterior Reino uigur de Qocho después de la destrucción kirguisa del imperio estepario uigur en 840.
Las extensas ruinas de la antigua capital y templo de Subashi (Qiuci en chino), que fue abandonada en el siglo XIII, se encuentran a 20 km norte de la moderna Kucha.

### Kucha moderno
Francis Younghusband, que pasó por el oasis en 1887 en su viaje de Pekín a la India, describió el distrito como «probablemente» con unos 60.000 habitantes. La ciudad china moderna tenía aproximadamente 590 m2 con un muro de 7.6 m, sin baluartes ni protección a las entradas, pero una zanja de unos 6.1 m de profundidad a su alrededor. Estaba lleno de casas y «algunas tiendas malas». Las «casas turcas» corrían hasta el borde de la zanja y había restos de una ciudad antigua al sureste de la china, pero la mayoría de las tiendas y casas estaban fuera de ella. Aproximadamente 730 m norte de la ciudad china había cuarteles para 500 soldados de una guarnición que estimó en un total de unos 1500 hombres, que estaban armados con viejos rifles Enfield «con la marca Tower».
El Kucha moderno es parte del condado de Kuqa, Sinkiang. Se divide en la ciudad nueva, que incluye la Plaza del Pueblo y el centro de transporte, y la ciudad vieja, donde se ubica el mercado de los viernes y los vestigios de la muralla y el cementerio del pasado. Junto con la agricultura, la ciudad también fabrica cemento, alfombras y otras necesidades del hogar en sus fábricas locales.[cita requerida]

## Investigaciones arqueológicas
Hay varios sitios arqueológicos importantes en la región que fueron investigados por las terceras (1905-1907, dirigida por Albert Grünwedel) y cuartas (1913-1914, dirigida por Albert von Le Coq) expediciones alemanas de Turfán. Aquellos en las inmediaciones incluyen el sitio de la cueva de Achik-Ilek y Subashi.

## Kucha y el budismo

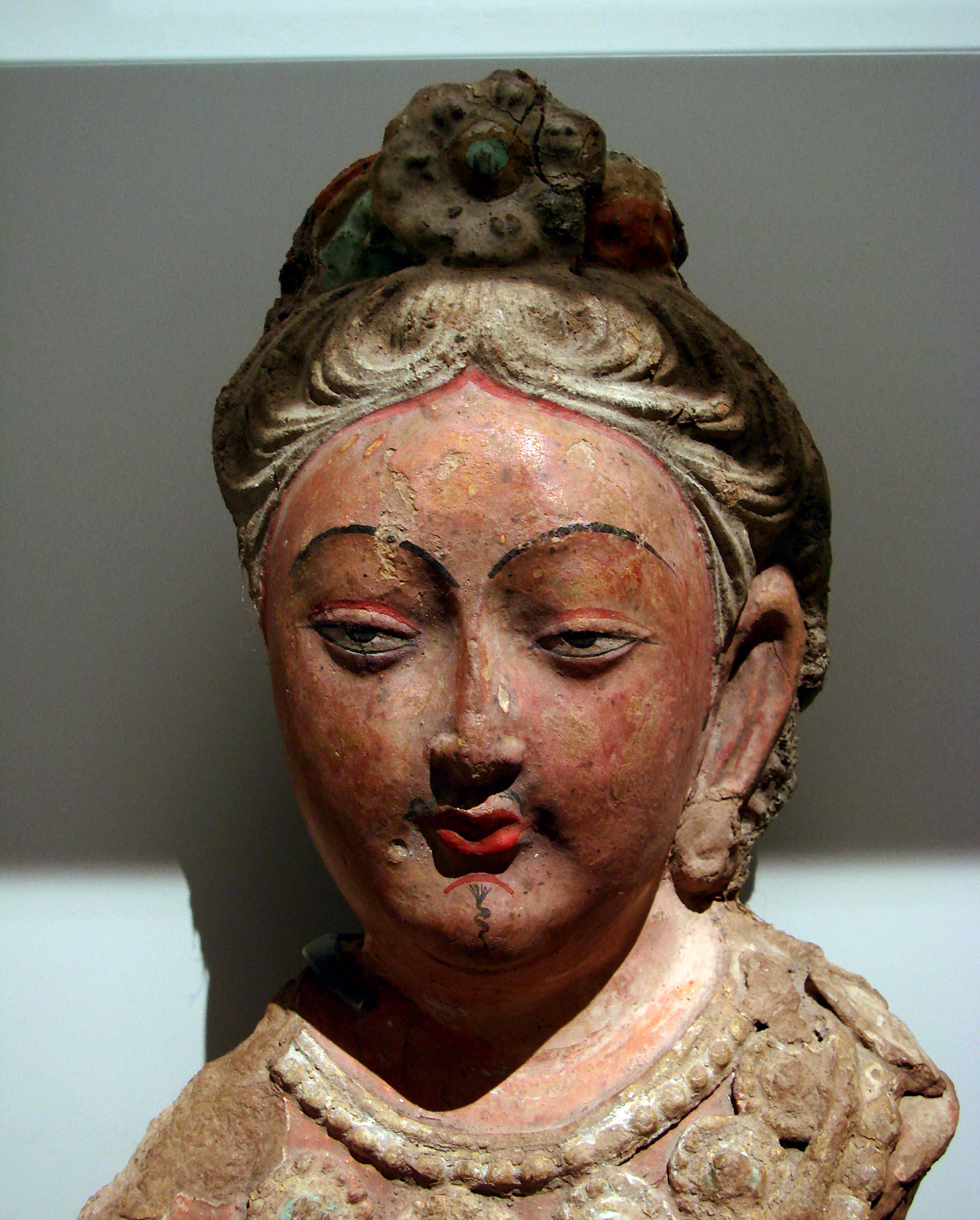
Busto de un bodhisattva de Kucha, siglos VI-VII. Museo Guimet.

Kucha fue un importante centro budista desde la antigüedad hasta finales de la Edad Media. El budismo se introdujo en Kucha antes de finales del siglo I, sin embargo, no fue hasta el siglo IV que el reino se convirtió en un centro importante del budismo, principalmente el Sarvastivada, pero finalmente también el budismo Mahayana durante el período uigur. En este sentido, difería de Jotán, un reino dominado por Mahayana en el lado sur del desierto.
Según el Libro de Jin, durante el siglo III había casi mil estupas y templos budistas en Kucha. En este momento, los monjes de Kuchan comenzaron a viajar a China. El siglo IV vio un crecimiento aún mayor para el budismo dentro del reino. Se decía que el palacio se asemejaba a un monasterio budista, exhibiendo budas de piedra tallada, y los monasterios alrededor de la ciudad eran numerosos.
Kucha es bien conocido como el hogar del gran monje traductor del siglo V Kumārajīva.

### Monjes

#### Po-Yen
Un monje de la familia real conocido como Po-Yen viajó a la capital china, Luoyang, de 256 a 260. Tradujo seis textos budistas al chino en 258 en el famoso Templo del Caballo Blanco de China, incluido el Sutra de la vida infinita, un sutra importante en el budismo de la Tierra Pura.[cita requerida]

#### Po-Śrīmitra
Po-Śrīmitra fue otro monje kucheano que viajó a China desde 307-312 y tradujo tres textos budistas.

#### Po-Yen
Un segundo monje budista kucheano conocido como Po-Yen también fue a Liangzhou (actual Wuwei, Gansu) y se dice que fue muy respetado, aunque no se sabe que haya traducido ningún texto.

## Lenguas tocarias

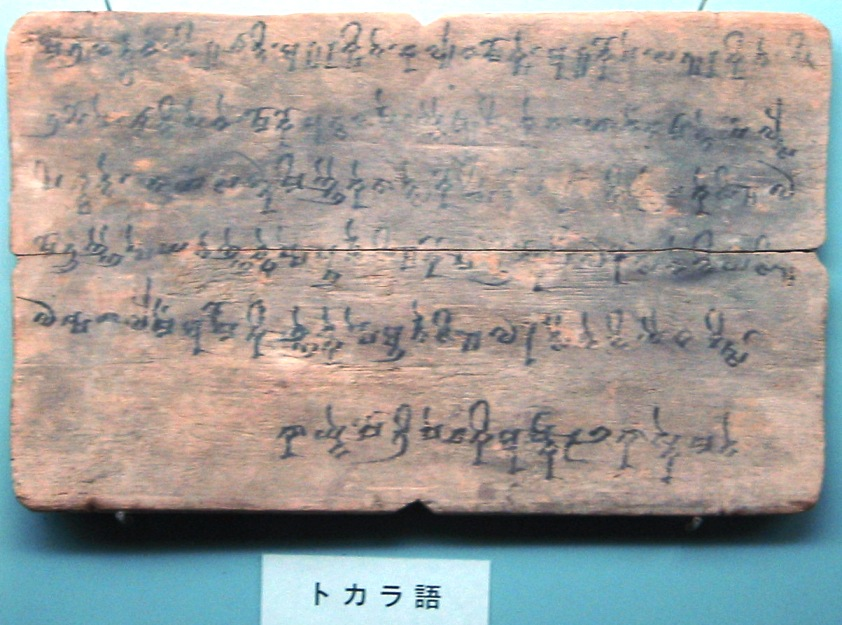
Plato de madera con inscripción en lengua tocaria. Kucha, siglos V-VIII. Museo Nacional de Tokio.

El idioma de Kucha, como lo demuestran los manuscritos e inscripciones sobrevivientes, era Kuśiññe (Kushine), también conocido como tocario B o tocario occidental, un idioma indoeuropeo. Más tarde, bajo la dominación uigur, el Reino de Kucha se convirtió gradualmente en uno de habla túrquica. El Kuśiññe fue completamente olvidado hasta principios del siglo XX, cuando se descubrieron inscripciones y documentos en dos idiomas relacionados (pero mutuamente ininteligibles) en varios sitios de la cuenca del Tarim. Por el contrario, el tocario A o Ārśi era originario de la región de Turpan (Turfán) y Agni (Qarašähär; Karashar), aunque parece que también se hablaba el idioma Kuśiññe allí.
Si bien se escribieron en una escritura Brahmi de Asia Central que se usa típicamente para las lenguas indoiranias, las lenguas tocarias (como las conocieron los eruditos modernos) pertenecían al grupo centum de lenguas indoeuropeas, que por lo demás son nativas del sur y el oeste de Europa. Se cuestiona la datación precisa de los textos tocarios conocidos, pero fueron escritos alrededor de los siglos VI al VIII d. C. (aunque los hablantes del tocario debieron haber llegado a la región mucho antes). Ambos idiomas se extinguieron antes del año 1000. Los académicos todavía están tratando de reconstruir una imagen más completa de estos idiomas, sus orígenes, historia y conexiones, etc.

## Vecinos
El reino limitaba con Aksu y Kasgar al oeste y con Karasahr y Turpan al este. Al otro lado del desierto de Taklamakan; al sur, estaba Jotán.

## Kucha y las cuevas de Kizil
Las cuevas de Kizil se encuentran a unos 70 km noroeste de Kucha y se incluyeron dentro del rico reino de Kucha del siglo IV. Las cuevas reclaman orígenes de la familia real de la antigua Kucha, específicamente una leyenda local que involucra a la Princesa Zaoerhan, la hija del Rey de Kucha. Mientras cazaba, la princesa conoció y se enamoró de un albañil local. Cuando el albañil se acercó al rey para pedirle permiso para casarse con la princesa, el rey se sintió consternado y con vehemencia contra la unión. Le dijo al joven que no otorgaría permiso a menos que el albañil excavara 1000 cuevas en las colinas locales. Decidido, el albañil fue a las colinas y comenzó a tallar para demostrar su valía al rey. Después de tres años y tallando 999 cuevas, murió por el agotamiento de la obra. La princesa angustiada encontró su cuerpo y se afligió hasta la muerte, y ahora, se dice que sus lágrimas son cascadas de corriente que caen en cascada por algunas de las paredes rocosas de la cueva.

## Moneda

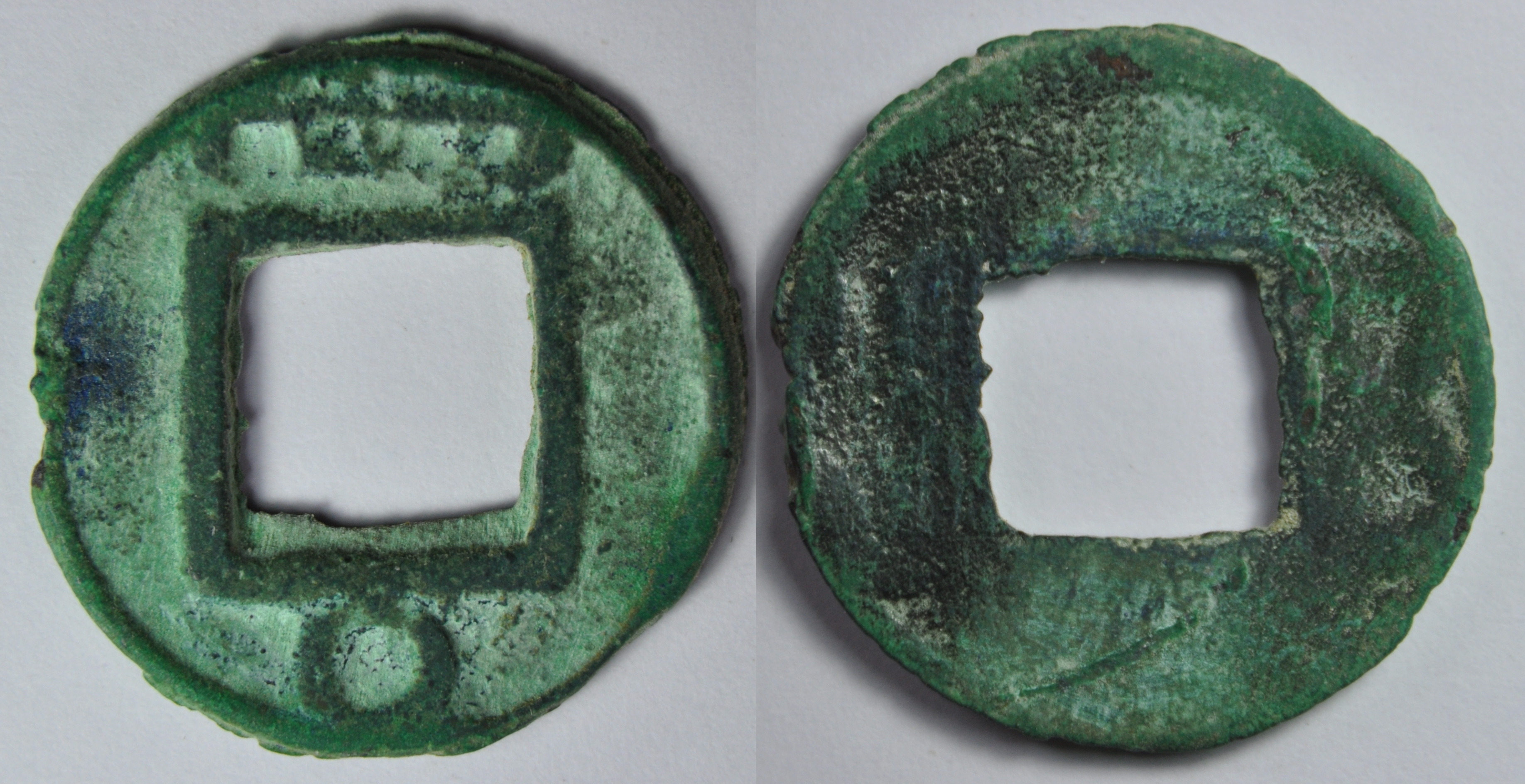
Una moneda Wu Zhu blingüe Han Gui (漢龜二體五銖錢) producida por el Reino de Kucha con una inscripción en chino y lo que se presume que es Kuśiññe.

Alrededor del siglo III o IV, Kucha comenzó la fabricación de cash Wu Zhu (五銖) inspiradas en el diminuto y devaluado Wu Zhu de la era posterior a la dinastía Han en la historia de China. Es muy probable que las monedas en efectivo producidas en Kucha sean anteriores al Kaiyuan Tongbao (開元通寳) y que la producción nativa de monedas se detuviera en algún momento después del año 621 cuando las monedas en efectivo de Wu Zhu se suspendieron en la China propia. La acuñación de Kucha incluye la moneda Wu Zhu bilingüe Han Qiu (漢龜二體五銖錢, hàn qiū èr tǐ wǔ zhū qián) que tiene un texto aún sin descifrar que pertenece a un idioma hablado en Kucha.

## Cronología
- 630: Xuanzang visita el reino.

## Gobernantes
(Los nombres están en pronunciaciones modernas en mandarín basadas en registros chinos antiguos)
- Hong (弘) 16
- Cheng De (丞德) 36
- Ze Luo (則羅) 46
- Shen Du (身毒) 50
- Jiang Bin (絳賓) 72
- Jian (建) 73
- Tú Liduo (尤利多) 76
- Bai Ba (白霸) 91
- Bai Ying (白英) 110-127

- Bai Shan (白山) 280
- Long Hui (龍會) 326
- Bai Chun (白純) 349
- Bai Zhen (白震) 382
- Niruimo Zhunashen (尼瑞摩珠那勝) 521
- Bai Sunidie (白蘇尼咥) 562
- Anandavarman
- Tottika (hacia 550-600)

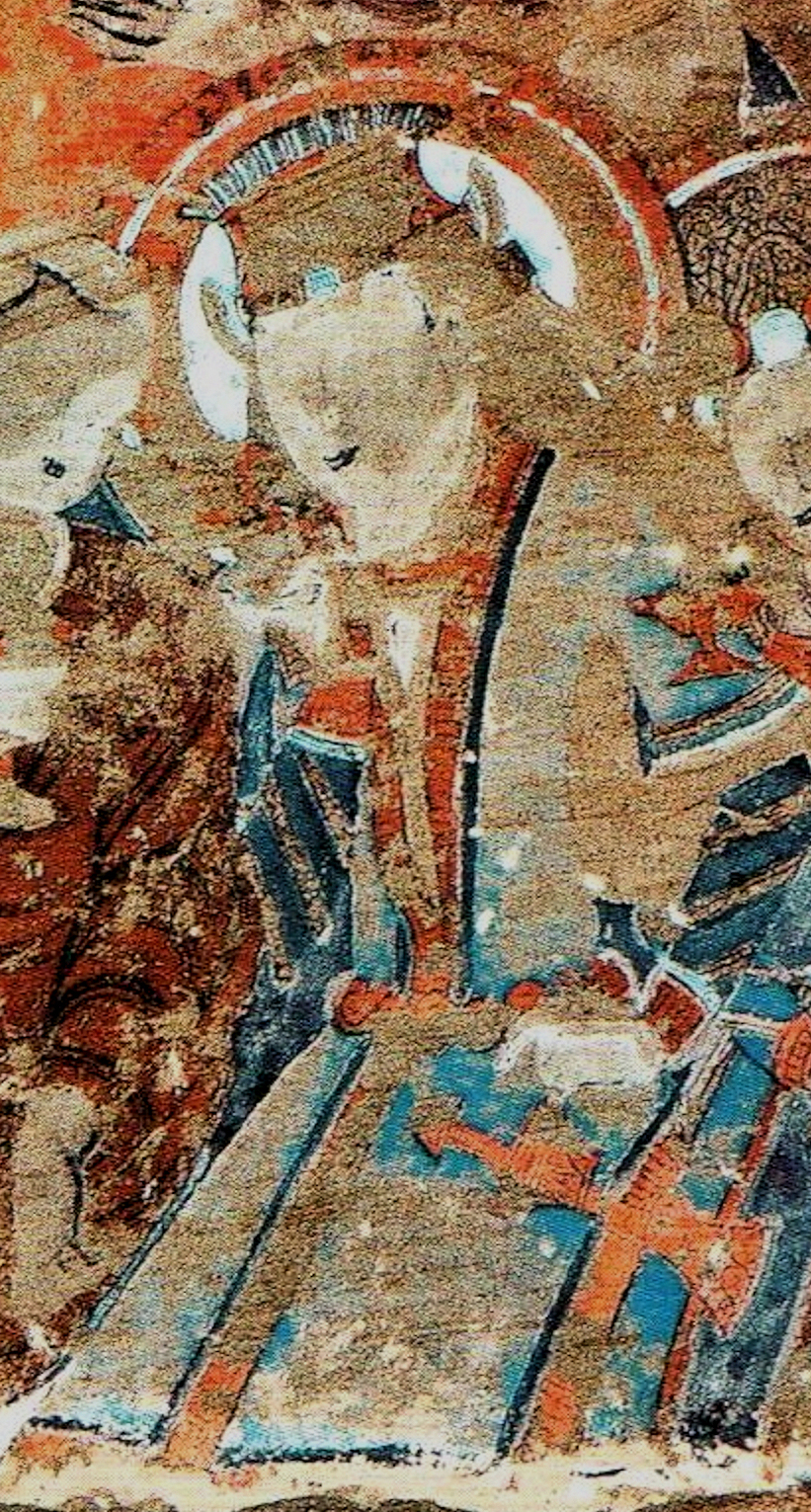
Rey Suvarnapushpa de Kucha, de la Cueva 69, Cuevas de Kizil.

- Suvarnapushpa (白蘇伐勃駃, Bái Sūfábókuài) 600-625[46]
- Suvarnadeva (白蘇伐疊, Bai Sufadie) 625-645[46]
- Haripuspa (白訶黎布失畢, Bai Helibushibi) 647[46]
- Bai Yehu (白葉護) 648
- Bai Helibushibi (白訶黎布失畢) 650
- Bai Suji (白素稽) 659
- Yan Tiandie (延田跌) 678
- Bai Mobi (白莫苾) 708
- Bai Xiaojie (白孝節) 719
- Bai Huan (白環) 731-789? / General Tang - Guo Xin 789